# Norbert Goddaer
Norbert Goddaer est un compositeur et arrangeur de musique belge néerlandophone. Il exerce comme professeur d'harmonie musicale, contrepoint et fugue au Conservatoire royal de Gand. 
Il est le père du célèbre artiste belge pop-rock Piet Hendrik Florent Goddaer, dit Ozark Henry.